# Mirko Zanni
Mirko Zanni (Pordenone, 16 ottobre 1997) è un sollevatore italiano, vincitore della medaglia di bronzo ai Giochi olimpici estivi di Tokyo 2020.

## Biografia
Ha iniziato la carriera agonistica presso la Pesistica Pordenone, allenato da Dino Marcuz, già preparatore di Raffaele Mancino, Vanni Lauzana e Moreno Boer. In seguito è entrato nel Centro Sportivo Esercito.
Si è affermato a livello giovanile ai Giochi olimpici giovanili di Nanchino 2014, guadagnando il bronzo nella categoria 62 chilogrammi.
Nel 2017 ha vinto l'argento agli europei di Spalato e il bronzo ai mondiali di Anaheim nei 69 chilogrammi.
È tornato sul podio continentale a Bucarest 2018, vincendo l'argento nello strappo 69 chilogrammi.
Ha fatto parte della spedizione italiana ai Giochi del Mediterraneo di Tarragona 2018, dove ha vinto l'argento nello strappo della categoria 69 chilogrammi.
Agli europei di Batumi 2019 ha vinto il bronzo nello strappo 67 chilogrammi, dietro al turco Daniyar İsmayilov e al tedesco Simon Brandhuber.
Si è laureato campione continentale agli europei di Mosca 2021 nello strappo 67 chilogrammi.
Ha rappresentato la Italia ai Giochi olimpici estivi di Tokyo 2020, vincendo la medaglia di bronzo nella categoria -67 chilogrammi, preceduto sul podio dal cinese Chen Lijun e dal colombiano Luís Javier Mosquera. Nell'occasione ha realizzato il record italiano alzando 322 chilogrammi. Grazie al suo successo, un italiano è risalito sul podio olimpico nel sollevamento pesi dopo 37 anni, quando Norberto Oberburger ha vinto l'oro a Los Angeles 1984.

## Palmarès
- Giochi olimpici

Tokyo 2020: bronzo nel totale -67 kg.
- Mondiali

Anaheim 2017: bronzo nello strappo 69 kg.
- Europei

Spalato 2017: argento nello strappo 69 kg;
Bucarest 2018: argento nello strappo 69 kg.
Batumi 2019: bronzo nello strappo 67 kg.
Mosca 2021: oro nello strappo 67 kg.
Mosca 2021: argento nel totale 67 kg.
Erevan 2023: oro nello strappo 73 kg.
Erevan 2023: bronzo nel totale 73 kg.
- Giochi del Mediterraneo

Tarragona 2018: argento nello strappo 69 kg.
- Giochi olimpici giovanili

Nanchino 2014: bronzo nei 62 kg.
- Europei giovanili

Limassol 2014: oro nello slancio 62 kg e argento nel totale 62 kg;
Klapedia 2015: bronzo nello strappo 69 kg;
Eilat 2016: oro nello strappo 69 kg, argento nei 69 kg e bronzo nello slancio 69 kg
- Mondiali giovanili

Tokyo 2017: argento nello slancio 62 kg.